# Rayong
Rayong eller Rayong by er hovedbyen i Rayong provinsen (Thai: ระยอง) i det østlige Thailand. Naboprovinserne er mod vest Chonburi, mod øst Chanthaburi. Mod syd er Thailandbugten.

## Historie
De lokale mindes stadig Kong Taksin af Siam (King Taksin the Great) kom til Rayong efter tabet af Ayutthaya i 1767 til Burma. Kong Taksin opbyggede flåden og samlede hæren i Rayong for at tage kampen op mod Burma som senere blev besejret. Kong Taksin samlede derefter hele Siam under sig.

## Geografi
I den nordlige del af Rayong Provinsen er der bjerge, resten er lavt landbrugsjord med en 120 km kyststrækning til Gulf of Thailand. Flere populære turist øer er i Rayong Provinsen, Koh Samet, Koh Mun, Koh Kodi, Koh Man.
Provinsen er inddelt i 8 distrikter (Ampoe).(Thai: อำเภอ):
Muang Rayong, Ban Chang, Klang, Wang Chan, Ban Khai, Pluak Daeng, Khao Chamao, Nikhom Phatthana

## Rayong provinsen statistik
- Hovedstad: 	 Rayong city
- Areal: 3,552.0 km²
- Rang: 57 / 76
- Befolkning: 	 522,133 (2000)
- Rang: 45 / 76
- Befolkningstæthed: 147 inh./km²
- Rang: 25th
- Guvernør: 	 Phonlawat Chayanuwat (siden november 2006)